# KGB-Residentur Bonn

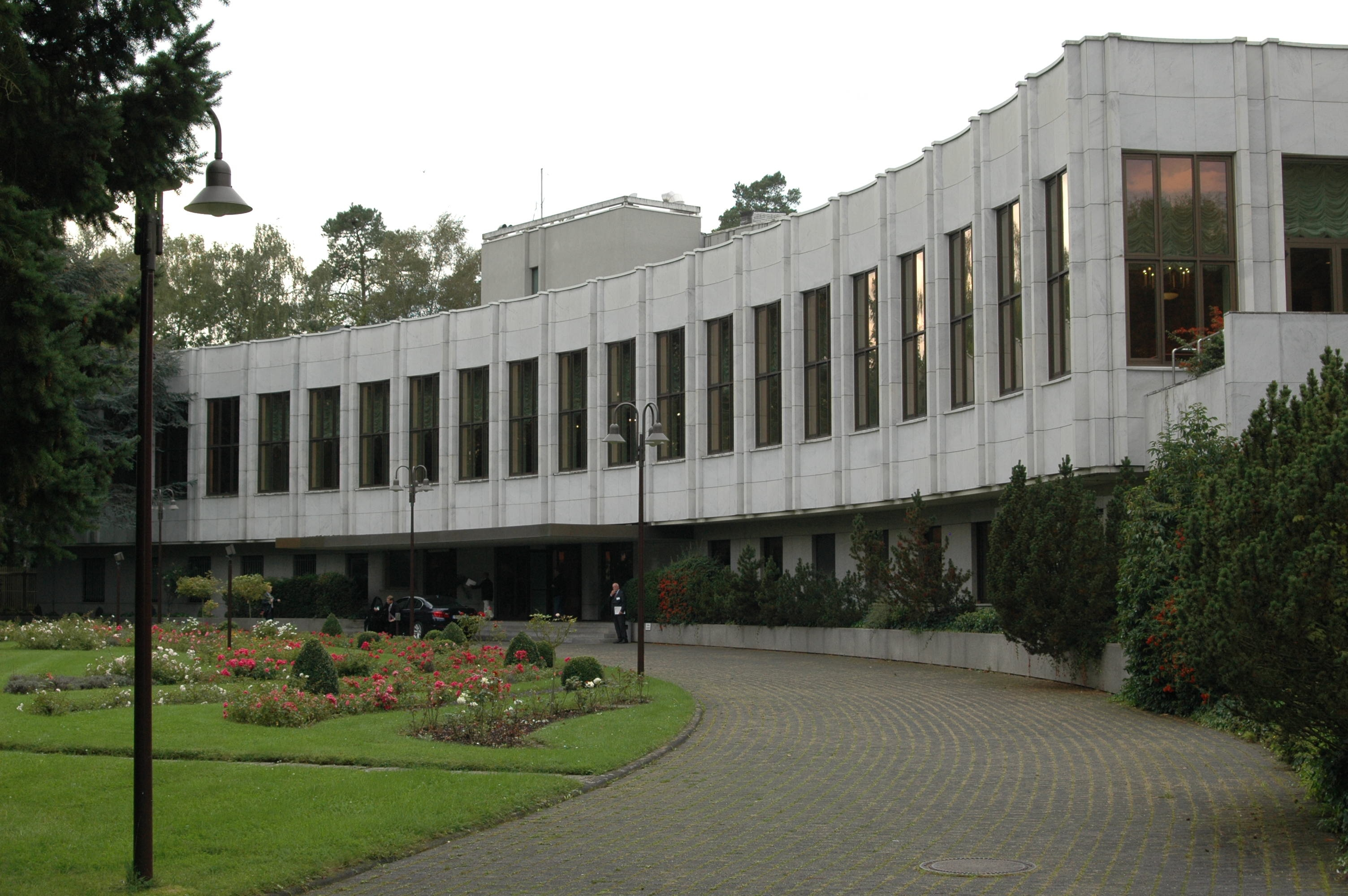
Paradeauffahrt des Generalkonsulats der Russischen Föderation in Bonn (2014)

Die KGB-Residentur Bonn (russisch Резидентура КГБ в Бонне) wurde nach der Aufnahme diplomatischer Beziehungen zwischen der Sowjetunion und der Bundesrepublik Deutschland 1955 als legale Residentur des KGB in den Gebäuden der sowjetischen Botschaft in Bonn eingerichtet, bis 1975 im ehemaligen Hotel „Rolandseck-Groyen“ in der Mainzer Straße 28–30, dann in den Gebäuden auf der Viktorshöhe. Während die Bonner Residentur der KGB-Zentrale Karlshorst in Berlin-Karlshorst, der größten KGB-Residentur außerhalb der Sowjetunion, unterstellt war, unterstanden ihr selbst die legalen KGB-Residenturen in Köln und Hamburg. In Köln befand sich diese in den Gebäuden der sowjetischen Handelsvertretung. Für die geheimdienstliche Tätigkeit gab es in der Bonner Residentur die Funkabhörstation „Centaurus-1“ und in Köln „Centaurus-2“.
Besonders eng war die Zusammenarbeit mit der Hauptverwaltung A (HV A) des Ministeriums für Staatssicherheit (MfS) der Deutschen Demokratischen Republik (DDR) unter den Leitung von Markus Wolf. Die MfS-Residentur befand sich in der Ständigen Vertretung der DDR in der Godesberger Allee 18 in Bonn, bis im Spätsommer 1990 die 70 Stasi-Mitarbeiter das Objekt verließen.
Im Jahr 1991 waren geschätzt in Deutschland ungefähr 700 KGB-Agenten aktiv. Davon sollen 100 KGB-Offiziere in Bonn und Köln gearbeitet haben, die übrigen in München, Hamburg, West-Berlin und im Ostberliner Stadtteil Karlshorst. Neben den legalen KGB-Residenturen wurden auch illegale betrieben, über die aber nur etwas bekannt ist, wenn sie aufgeflogen waren, wie 1967 als eine illegale Residentur des KGB in Bonn um Jewgenij Jewgenjewitsch Runge bekannt wurde. Besonders über männliche Agenten (Romeo-Falle) wurde versucht, Sekretärinnen in Bonner Ministerien durch Vorspielen von Liebesbeziehungen zu rekrutieren und so an sensible Informationen zu gelangen.
Große Teile der KGB-Strukturen gingen nach dem Zerfall der Sowjetunion 1991 in die heutigen russischen Dienste FSB und SWR auf.

## Standort und Struktur

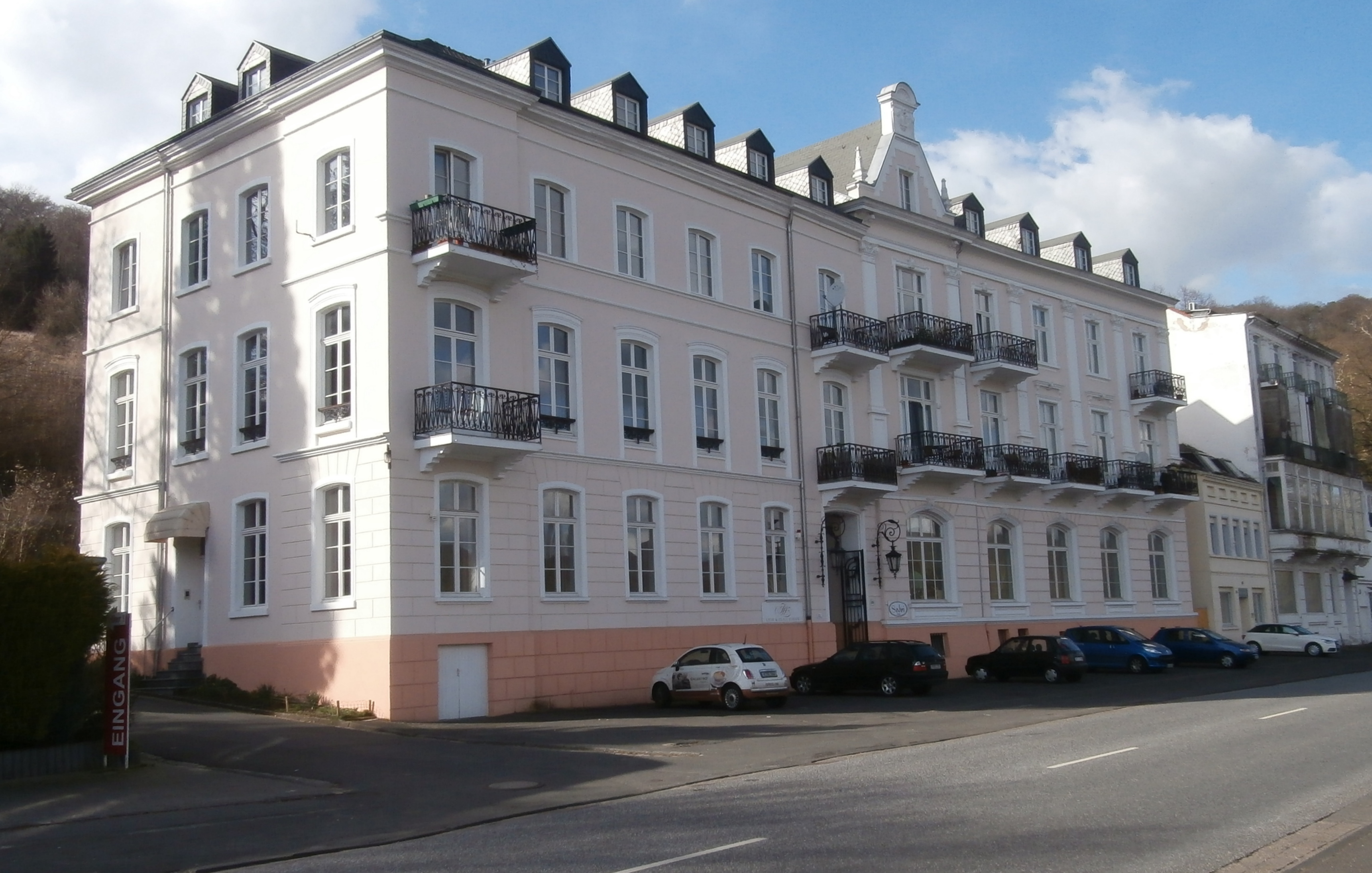
Von 1955 bis 1975 sowjetische Botschaft, Mainzer Straße 28/30 (2014)

Während des Kalten Kriegs war das geteilte Deutschland ein Zentrum der Aktivitäten des sowjetischen Geheimdienstes KGB gewesen. Im Jahr 1955, nach der Aufnahme diplomatischer Beziehungen zwischen der UdSSR und der BRD wurde die KGB-Residentur Bonn als legale Residentur in den Gebäuden der Sowjetischen Botschaft eingerichtet. Diese befanden sich bis 1975 im ehemaligen Hotel „Rolandseck-Groyen“ in der Mainzer Straße 28–30. Im Jahr 1965 waren dort 41 Diplomaten und 60 weitere Botschaftsangehörige tätig. 1976 zog die Botschaft und mit ihr die KGB-Residentur in der Viktorshöhe um. Zwar befanden sich in Bonn als Bundeshauptstadt während des Kalten Krieges viele Einrichtungen, für den KGB war Köln aber interessanter, da hier das Amt für Verfassungsschutz, die Oberfinanzdirektion, der Militärische Abschirmdienst und andere Strukturen angesiedelt waren.
Das Gebäude Venner Straße 31 ist ein Wohnhaus in Bad Godesberg, einem Stadtbezirk von Bonn, das von 1972 bis 1991 als Residenz des sowjetischen und anschließend bis 1999 des russischen Botschafters in der Bundesrepublik Deutschland diente. Es liegt im Ortsteil Schweinheim an der Venner Straße Ecke Waldstraße mit einem bis zur Axenfeldstraße reichenden Grundstück.

### KGB-Residentur in Köln
Der Abschluss eines Regierungsabkommens mit der Bundesrepublik im April 1958 ermöglichte eine Handelsvertretung in Köln.
Die sowjetische Handelsvertretung in der Bundesrepublik Deutschland befand sich zunächst in Bad Honnef bei Bonn. 1960 zog sie in ein Gebäude in Köln, in der Aachener Straße 240–244 um. Weiterhin wurde im April 1973 ein Gebäude in der Lepsiusstraße 103 in Berlin gekauft, um das dortige Büro unterzubringen.
Als lokale KGB-Residentur sollen Teile der ehemaligen Sowjetischen Handelsvertretung in der Friedrich-Engels-Straße 3, 5, 7 in Köln gedient haben. „Sie wurden noch zu Sowjet-Zeiten Mitte der 1970er-Jahre gebaut und in den Jahren nach dem Ost-West-Konflikt von der Handelsvertretung der russischen Botschaft genutzt. Deshalb ist ein großer Teil der Gebäude Büros, Besprechungsräumen und Konferenzsälen vorbehalten. Daneben gibt es aber auch 80 Wohnungen. Zwei der Häuser stehen seit 2000 leer, in Haus Nummer 7 waren noch bis 2018 Wohnungslose untergebracht.“
Weitere Gebäude der sowjetischen Handelsmission lagen in der Classen-Kappelmann-Straße 47 und Aachener Straße 240–244.
Im Jahr 1982 wies ein Lagebericht des Verfassungsschutzes darauf hin, dass die Handelsvertretung eine besondere Rolle bei der Umgehung der durch die CoCom-Liste festgelegten Embargobestimmungen spielte. Das Gebäude in der Aachener Straße war schließlich Gegenstand eines 18 Jahre dauernden Rechtsstreits. „Auch der deutsche Geschäftsmann Franz Siedelmeier hat sich das Gebäude der ehemaligen KGB-Residenz in Köln als Sicherheit für eine Schuld gegenüber dem russischen Staat gesichert, die 1998 vom Gericht anerkannt wurde und innerhalb von acht Jahren von 2,35 Mio. $ auf 5 Mio. $ anstieg.“ Im September 2013 wurde das Objekt schließlich zwangsversteigert.

### KGB-Residentur in Hamburg
Neben der legalen KGB-Residentur in Köln unterstand auch die in Hamburg der Residentur in Bonn. „Am 1. November 1972 werden beiderseitig die Generalkonsulate der UdSSR und Bundesrepublik Deutschland in Hamburg und Leningrad eröffnet. Ab 1974 residiert das Generalkonsulat der Sowjetunion, aktuell Generalkonsulat der Russischen Föderation in Hamburg, unter der Adresse Am Feenteich 20 (Lage) in Hamburg-Uhlenhorst.“
Es ist zum 31. Dezember 2023 geschlossen worden, bleibt aber im Besitz der Russischen Föderation.

## Geschichtliche Aktivitäten im Kontext (Auswahl)
Die Spiegel-Affäre 1962 war eine politische Affäre in der Bundesrepublik Deutschland, bei der sich Mitarbeiter des Nachrichtenmagazins Der Spiegel aufgrund eines Artikels über die Verteidigungsfähigkeit der Bundesrepublik einem Ermittlungsverfahren wegen möglichen Landesverrats ausgesetzt sahen.
Die Idee zur Gründung der Organisation Generale für den Frieden 1980/1981 kam ursprünglich vom sowjetischen Geheimdienst KGB und der DDR-Staatssicherheit. Sie wurde organisiert von dem als „Geschäftsführer“ tätigen Agenten des MfS der DDR, Gerhard Kade, der als Hochschullehrer an der Technischen Hochschule Darmstadt tätig war und unter dem Decknamen „Super“ zugleich als inoffizieller Mitarbeiter für das MfS – ehemalige NATO-Generale zusammengeschlossen hatten. Kade arbeitete auch für den KGB unter dem Tarnnamen „Robust“. Westmitarbeiter der Staatssicherheit hatten die Aufgabe, der Friedensbewegung einen antiamerikanischen Einschlag zu geben und die Meinung zu verbreiten, US-amerikanische Raketen gefährdeten den Weltfrieden, während sowjetische Raketen diesem dienten. Ermittlungen der Bundesanwaltschaft ergaben 1993, dass die Gründung der Gruppe auf eine Initiative der HV A des MfS zurückging.
Der KGB versuchte über männliche Agenten (Romeo-Falle) Sekretärinnen in Bonner Ministerien durch Vorspielen von Liebesbeziehungen zu rekrutieren. Im Bundeskanzleramt hatte der sowjetische Geheimdienst bis zu vier Sekretärinnen gleichzeitig rekrutiert, welche Dokumente an die DDR und die Sowjets weitergaben. Anders als westliche Geheimdienste, die sich nur selten weiblicher Mitarbeiter bedienten, griffen der KGB sowie die HV A des MfS der DDR gern auf Frauen zurück, um Materialien zu beschaffen. Im Winter 1959 schickte der Agent Heinz Sütterlin, angewiesen vom sowjetischen KGB, der damals ledigen Leonore Heinz, Sekretärin beim Ministerialdirigenten Knut Neise im Auswärtigen Amt, Rosensträuße ins Haus. Das ganze entwickelte sich soweit, dass sie heirateten. Sie brachte ihm dann insgesamt 3500 Dokumente aus dem Büro mit nach Hause. 1967 fiel ihre Tarnung auf. Im Untersuchungsgefängnis erhängte sich Leonore später am Fensterkreuz.
Ebenfalls im Jahr 1967 flog in Bonn eine illegale Residentur des KGB auf. Geleitet hatte die aus fünf Personen bestehende Gruppe Jewgenij Jewgenjewitsch Runge (* 1929) russischer Staatsbürger deutscher Abstammung, ein Oberstleutnant des KGB. Die Sicherungsgruppe Bonn des Bundeskriminalamtes verhaftete unter anderem Marggraf-Schwager Leopold Pieschel (* 1923) Bürobote in der französischen Botschaft in Bonn.
„Sie hatte damals für den angeblichen DDR-Flüchtling Franz Becker gebürgt, der an der Pädagogischen Hochschule (PH) Bonn Geschichte studierte. In Wahrheit ist Becker, Jahrgang 1941, Offizier des Moskauer Geheimdienstes KGB.“
Es gibt unterschiedliche Informationen über die Tätigkeit Wladimir Putins in Bonn: Einerseits soll er 1975 zur sowjetischen Nachrichtenagentur TASS gegangen sein, „wo allerdings nie ein Artikel unter seinem Namen erschien. Ihm sei schließlich von deutscher Seite nahe gelegt worden, das Land zu verlassen.“ Andererseits heißt es: „Er wollte, getarnt als Korrespondent der russischen Agentur Tass, nach Bonn gehen und spionieren. Doch daraus wurde nichts.“
Bereits 1988, also lange vor dem Mauerfall schrieb man beim Spiegel, dass es frühe Hinweise auf den Spionagering bereits im Herbst 1985 gab. Damals hatte sich nur wenige Wochen zuvor der Kölner Verfassungsschützer Hansjoachim Tiedge in die DDR abgesetzt hatte. Daraufhin „waren mehrere Mitarbeiter des Bonner Büros der sowjetischen Nachrichtenagentur Tass überraschend in die Heimat zurückgekehrt - wohl auf Weisung. Sie werden nun verdächtigt, KGB-Offiziere zu sein.“
Zuletzt hat der ukrainische Auslandsnachrichtendienstes diesbezügliche Archivdokumente freigegeben, in denen wiederholt erwähnt wird, „dass sich die Führer der ukrainischen nationalen Befreiungsbewegung in München trafen, um die Strategie und Taktik des weiteren Kampfes für die Wiederherstellung der Unabhängigkeit der Ukraine anzupassen. Die KGB-Residentur der UdSSR in Bonn versuchte, solche Ereignisse zu überwachen und sie an Moskau zu melden, um entsprechende Maßnahmen zu ergreifen. Ein klarer Hinweis darauf, welche dieser Ereignisse die größte Besorgnis und Irritation bei den sowjetischen Sonderdiensten hervorriefen, ist das verschlüsselte Telegramm vom November 1985. [...] in Beispiel für die Form, in der dies geschah, ist das verschlüsselte Telegramm mit dem Titel ‚Über die extremistische, aufstachelnde Politik der ausländischen Einheiten der OUN‘. Es war auf den 29. November 1985 datiert und von dem in Bonn ansässigen KGB unterzeichnet. Von Moskau aus wurde es nach Kiew geschickt. Es enthält den folgenden Vermerk: ‚Das Telegramm aus Bonn wurde auf Anweisung von Genosse Kryuchkov (PGU) übermittelt.‘ (PGU - von russisch pervoye glavnoye upravlenie - erste Hauptdirektion Auslandsnachrichtendienst des KGB der UdSSR, dessen Chef Wladimir Kryuchkov war.).“

## Struktur und Aufbau

### Aufbau einer legalen KGB-Residentur
Die Überwachung des Funkverkehrs gegnerischer Beschattungsteams erfolgte in Bonn mit Hilfe der Funkabhörstation „Centaurus-1“ und in Köln mit „Centaurus-2“. Dem allgemeine Aufbau einer KGB-Residentur fehlen leider die konkreten Namen der in Bonn tätigen Funktionsträger.

|                                                                                            |                                                                                            |                                                                                            |                                                                                            |                                                                                            |                                                                                            |  |  | KGB-Resident NN                                                              | KGB-Resident NN                                    | KGB-Resident NN                                    | KGB-Resident NN                                    | KGB-Resident NN                                    | KGB-Resident NN                                    |  |  |                                                    |                                                    |                                                    |                                                    |                                                    |                                                    |  |  | Hilfspersonal                        | Hilfspersonal                        | Hilfspersonal                        | Hilfspersonal                        | Hilfspersonal                        | Hilfspersonal                        |  |  |                            |                            |                            |                            |                            |                            |  |  |                                |                                |                                |                                |                                |                                |  |  |                 |                 |                 |                 |                 |                 |  |  |  |  |  |  |  |  |  |  |  |  |  |  |  |  |  |  |  |  |  |  |  |  |  |  |  |  |  |  |  |  |  |  |  |  |  |  |  |  |  |  |
|                                                                                            |                                                                                            |                                                                                            |                                                                                            |                                                                                            |                                                                                            |  |  | KGB-Resident NN                                                              | KGB-Resident NN                                    | KGB-Resident NN                                    | KGB-Resident NN                                    | KGB-Resident NN                                    | KGB-Resident NN                                    |  |  |                                                    |                                                    |                                                    |                                                    |                                                    |                                                    |  |  | Hilfspersonal                        | Hilfspersonal                        | Hilfspersonal                        | Hilfspersonal                        | Hilfspersonal                        | Hilfspersonal                        |  |  |                            |                            |                            |                            |                            |                            |  |  |                                |                                |                                |                                |                                |                                |  |  |                 |                 |                 |                 |                 |                 |  |  |  |  |  |  |  |  |  |  |  |  |  |  |  |  |  |  |  |  |  |  |  |  |  |  |  |  |  |  |  |  |  |  |  |  |  |  |  |  |  |  |
|                                                                                            |                                                                                            |                                                                                            |                                                                                            |                                                                                            |                                                                                            |  |  |                                                                              |                                                    |                                                    |                                                    |                                                    |                                                    |  |  |                                                    |                                                    |                                                    |                                                    |                                                    |                                                    |  |  |                                      |                                      |                                      |                                      |                                      |                                      |  |  |                            |                            |                            |                            |                            |                            |  |  |                                |                                |                                |                                |                                |                                |  |  |                 |                 |                 |                 |                 |                 |  |  |  |  |  |  |  |  |  |  |  |  |  |  |  |  |  |  |  |  |  |  |  |  |  |  |  |  |  |  |  |  |  |  |  |  |  |  |  |  |  |  |
|                                                                                            |                                                                                            |                                                                                            |                                                                                            |                                                                                            |                                                                                            |  |  | Fachpersonal                                                                 |                                                    |                                                    |                                                    |                                                    |                                                    |  |  |                                                    |                                                    |                                                    |                                                    |                                                    |                                                    |  |  |                                      |                                      |                                      |                                      |                                      |                                      |  |  |                            |                            |                            |                            |                            |                            |  |  |                                |                                |                                |                                |                                |                                |  |  |                 |                 |                 |                 |                 |                 |  |  |  |  |  |  |  |  |  |  |  |  |  |  |  |  |  |  |  |  |  |  |  |  |  |  |  |  |  |  |  |  |  |  |  |  |  |  |  |  |  |  |
|                                                                                            |                                                                                            |                                                                                            |                                                                                            |                                                                                            |                                                                                            |  |  |                                                                              |                                                    |                                                    |                                                    |                                                    |                                                    |  |  |                                                    |                                                    |                                                    |                                                    |                                                    |                                                    |  |  |                                      |                                      |                                      |                                      |                                      |                                      |  |  |                            |                            |                            |                            |                            |                            |  |  |                                |                                |                                |                                |                                |                                |  |  |                 |                 |                 |                 |                 |                 |  |  |  |  |  |  |  |  |  |  |  |  |  |  |  |  |  |  |  |  |  |  |  |  |  |  |  |  |  |  |  |  |  |  |  |  |  |  |  |  |  |  |
|                                                                                            |                                                                                            |                                                                                            |                                                                                            |                                                                                            |                                                                                            |  |  |                                                                              |                                                    |                                                    |                                                    |                                                    |                                                    |  |  |                                                    |                                                    |                                                    |                                                    |                                                    |                                                    |  |  |                                      |                                      |                                      |                                      |                                      |                                      |  |  |                            |                            |                            |                            |                            |                            |  |  |                                |                                |                                |                                |                                |                                |  |  |                 |                 |                 |                 |                 |                 |  |  |  |  |  |  |  |  |  |  |  |  |  |  |  |  |  |  |  |  |  |  |  |  |  |  |  |  |  |  |  |  |  |  |  |  |  |  |  |  |  |  |
| Gruppe PR politische, wirtschaftliche und militärstrategische Aufklärung, aktive Maßnahmen | Gruppe PR politische, wirtschaftliche und militärstrategische Aufklärung, aktive Maßnahmen | Gruppe PR politische, wirtschaftliche und militärstrategische Aufklärung, aktive Maßnahmen | Gruppe PR politische, wirtschaftliche und militärstrategische Aufklärung, aktive Maßnahmen | Gruppe PR politische, wirtschaftliche und militärstrategische Aufklärung, aktive Maßnahmen | Gruppe PR politische, wirtschaftliche und militärstrategische Aufklärung, aktive Maßnahmen |  |  | Gruppe KR Spionageabwehr und Sicherheit                                      | Gruppe KR Spionageabwehr und Sicherheit            | Gruppe KR Spionageabwehr und Sicherheit            | Gruppe KR Spionageabwehr und Sicherheit            | Gruppe KR Spionageabwehr und Sicherheit            | Gruppe KR Spionageabwehr und Sicherheit            |  |  | Gruppe X wissenschaftliche und technische Spionage | Gruppe X wissenschaftliche und technische Spionage | Gruppe X wissenschaftliche und technische Spionage | Gruppe X wissenschaftliche und technische Spionage | Gruppe X wissenschaftliche und technische Spionage | Gruppe X wissenschaftliche und technische Spionage |  |  | Gruppe N Unterstützung von Illegalen | Gruppe N Unterstützung von Illegalen | Gruppe N Unterstützung von Illegalen | Gruppe N Unterstützung von Illegalen | Gruppe N Unterstützung von Illegalen | Gruppe N Unterstützung von Illegalen |  |  | Gruppe EM Emigrationen     | Gruppe EM Emigrationen     | Gruppe EM Emigrationen     | Gruppe EM Emigrationen     | Gruppe EM Emigrationen     | Gruppe EM Emigrationen     |  |  | Reservisten für Sonderaufgaben | Reservisten für Sonderaufgaben | Reservisten für Sonderaufgaben | Reservisten für Sonderaufgaben | Reservisten für Sonderaufgaben | Reservisten für Sonderaufgaben |  |  |                 |                 |                 |                 |                 |                 |  |  |  |  |  |  |  |  |  |  |  |  |  |  |  |  |  |  |  |  |  |  |  |  |  |  |  |  |  |  |  |  |  |  |  |  |  |  |  |  |  |  |
| Gruppe PR politische, wirtschaftliche und militärstrategische Aufklärung, aktive Maßnahmen | Gruppe PR politische, wirtschaftliche und militärstrategische Aufklärung, aktive Maßnahmen | Gruppe PR politische, wirtschaftliche und militärstrategische Aufklärung, aktive Maßnahmen | Gruppe PR politische, wirtschaftliche und militärstrategische Aufklärung, aktive Maßnahmen | Gruppe PR politische, wirtschaftliche und militärstrategische Aufklärung, aktive Maßnahmen | Gruppe PR politische, wirtschaftliche und militärstrategische Aufklärung, aktive Maßnahmen |  |  | Gruppe KR Spionageabwehr und Sicherheit                                      | Gruppe KR Spionageabwehr und Sicherheit            | Gruppe KR Spionageabwehr und Sicherheit            | Gruppe KR Spionageabwehr und Sicherheit            | Gruppe KR Spionageabwehr und Sicherheit            | Gruppe KR Spionageabwehr und Sicherheit            |  |  | Gruppe X wissenschaftliche und technische Spionage | Gruppe X wissenschaftliche und technische Spionage | Gruppe X wissenschaftliche und technische Spionage | Gruppe X wissenschaftliche und technische Spionage | Gruppe X wissenschaftliche und technische Spionage | Gruppe X wissenschaftliche und technische Spionage |  |  | Gruppe N Unterstützung von Illegalen | Gruppe N Unterstützung von Illegalen | Gruppe N Unterstützung von Illegalen | Gruppe N Unterstützung von Illegalen | Gruppe N Unterstützung von Illegalen | Gruppe N Unterstützung von Illegalen |  |  | Gruppe EM Emigrationen     | Gruppe EM Emigrationen     | Gruppe EM Emigrationen     | Gruppe EM Emigrationen     | Gruppe EM Emigrationen     | Gruppe EM Emigrationen     |  |  | Reservisten für Sonderaufgaben | Reservisten für Sonderaufgaben | Reservisten für Sonderaufgaben | Reservisten für Sonderaufgaben | Reservisten für Sonderaufgaben | Reservisten für Sonderaufgaben |  |  |                 |                 |                 |                 |                 |                 |  |  |  |  |  |  |  |  |  |  |  |  |  |  |  |  |  |  |  |  |  |  |  |  |  |  |  |  |  |  |  |  |  |  |  |  |  |  |  |  |  |  |
| Berichteschreiber                                                                          | Berichteschreiber                                                                          | Berichteschreiber                                                                          | Berichteschreiber                                                                          | Berichteschreiber                                                                          | Berichteschreiber                                                                          |  |  | Sicherheitsoffizier der Botschaft                                            | Sicherheitsoffizier der Botschaft                  | Sicherheitsoffizier der Botschaft                  | Sicherheitsoffizier der Botschaft                  | Sicherheitsoffizier der Botschaft                  | Sicherheitsoffizier der Botschaft                  |  |  |                                                    |                                                    |                                                    |                                                    |                                                    |                                                    |  |  |                                      |                                      |                                      |                                      |                                      |                                      |  |  |                            |                            |                            |                            |                            |                            |  |  |                                |                                |                                |                                |                                |                                |  |  |                 |                 |                 |                 |                 |                 |  |  |  |  |  |  |  |  |  |  |  |  |  |  |  |  |  |  |  |  |  |  |  |  |  |  |  |  |  |  |  |  |  |  |  |  |  |  |  |  |  |  |
| Berichteschreiber                                                                          | Berichteschreiber                                                                          | Berichteschreiber                                                                          | Berichteschreiber                                                                          | Berichteschreiber                                                                          | Berichteschreiber                                                                          |  |  | Sicherheitsoffizier der Botschaft                                            | Sicherheitsoffizier der Botschaft                  | Sicherheitsoffizier der Botschaft                  | Sicherheitsoffizier der Botschaft                  | Sicherheitsoffizier der Botschaft                  | Sicherheitsoffizier der Botschaft                  |  |  |                                                    |                                                    |                                                    |                                                    |                                                    |                                                    |  |  |                                      |                                      |                                      |                                      |                                      |                                      |  |  |                            |                            |                            |                            |                            |                            |  |  |                                |                                |                                |                                |                                |                                |  |  |                 |                 |                 |                 |                 |                 |  |  |  |  |  |  |  |  |  |  |  |  |  |  |  |  |  |  |  |  |  |  |  |  |  |  |  |  |  |  |  |  |  |  |  |  |  |  |  |  |  |  |
|                                                                                            |                                                                                            |                                                                                            |                                                                                            |                                                                                            |                                                                                            |  |  |                                                                              |                                                    |                                                    |                                                    |                                                    |                                                    |  |  |                                                    |                                                    |                                                    |                                                    |                                                    |                                                    |  |  |                                      |                                      |                                      |                                      |                                      |                                      |  |  |                            |                            |                            |                            |                            |                            |  |  |                                |                                |                                |                                |                                |                                |  |  |                 |                 |                 |                 |                 |                 |  |  |  |  |  |  |  |  |  |  |  |  |  |  |  |  |  |  |  |  |  |  |  |  |  |  |  |  |  |  |  |  |  |  |  |  |  |  |  |  |  |  |
| Fahrer                                                                                     | Fahrer                                                                                     | Fahrer                                                                                     | Fahrer                                                                                     | Fahrer                                                                                     | Fahrer                                                                                     |  |  | OT-Offizier operative und technische Unterstützung                           | OT-Offizier operative und technische Unterstützung | OT-Offizier operative und technische Unterstützung | OT-Offizier operative und technische Unterstützung | OT-Offizier operative und technische Unterstützung | OT-Offizier operative und technische Unterstützung |  |  | RP-Offizier                                        | RP-Offizier                                        | RP-Offizier                                        | RP-Offizier                                        | RP-Offizier                                        | RP-Offizier                                        |  |  | Gruppe I-Computer                    | Gruppe I-Computer                    | Gruppe I-Computer                    | Gruppe I-Computer                    | Gruppe I-Computer                    | Gruppe I-Computer                    |  |  | Chiffriertechniker, Funker | Chiffriertechniker, Funker | Chiffriertechniker, Funker | Chiffriertechniker, Funker | Chiffriertechniker, Funker | Chiffriertechniker, Funker |  |  | Schreibkräfte                  | Schreibkräfte                  | Schreibkräfte                  | Schreibkräfte                  | Schreibkräfte                  | Schreibkräfte                  |  |  | Rechnungsführer | Rechnungsführer | Rechnungsführer | Rechnungsführer | Rechnungsführer | Rechnungsführer |  |  |  |  |  |  |  |  |  |  |  |  |  |  |  |  |  |  |  |  |  |  |  |  |  |  |  |  |  |  |  |  |  |  |  |  |  |  |  |  |  |  |
| Fahrer                                                                                     | Fahrer                                                                                     | Fahrer                                                                                     | Fahrer                                                                                     | Fahrer                                                                                     | Fahrer                                                                                     |  |  | OT-Offizier operative und technische Unterstützung                           | OT-Offizier operative und technische Unterstützung | OT-Offizier operative und technische Unterstützung | OT-Offizier operative und technische Unterstützung | OT-Offizier operative und technische Unterstützung | OT-Offizier operative und technische Unterstützung |  |  | RP-Offizier                                        | RP-Offizier                                        | RP-Offizier                                        | RP-Offizier                                        | RP-Offizier                                        | RP-Offizier                                        |  |  | Gruppe I-Computer                    | Gruppe I-Computer                    | Gruppe I-Computer                    | Gruppe I-Computer                    | Gruppe I-Computer                    | Gruppe I-Computer                    |  |  | Chiffriertechniker, Funker | Chiffriertechniker, Funker | Chiffriertechniker, Funker | Chiffriertechniker, Funker | Chiffriertechniker, Funker | Chiffriertechniker, Funker |  |  | Schreibkräfte                  | Schreibkräfte                  | Schreibkräfte                  | Schreibkräfte                  | Schreibkräfte                  | Schreibkräfte                  |  |  | Rechnungsführer | Rechnungsführer | Rechnungsführer | Rechnungsführer | Rechnungsführer | Rechnungsführer |  |  |  |  |  |  |  |  |  |  |  |  |  |  |  |  |  |  |  |  |  |  |  |  |  |  |  |  |  |  |  |  |  |  |  |  |  |  |  |  |  |  |
|                                                                                            |                                                                                            |                                                                                            |                                                                                            |                                                                                            |                                                                                            |  |  | "Impuls-Station" Überwachung des Funkverkehrs gegnerischer Beschattungsteams |                                                    |                                                    |                                                    |                                                    |                                                    |  |  |                                                    |                                                    |                                                    |                                                    |                                                    |                                                    |  |  |                                      |                                      |                                      |                                      |                                      |                                      |  |  |                            |                            |                            |                            |                            |                            |  |  |                                |                                |                                |                                |                                |                                |  |  |                 |                 |                 |                 |                 |                 |  |  |  |  |  |  |  |  |  |  |  |  |  |  |  |  |  |  |  |  |  |  |  |  |  |  |  |  |  |  |  |  |  |  |  |  |  |  |  |  |  |  |

Statistik der Mitarbeiter der sogenannten „Gruppe X“ innerhalb der legalen Residenturen in Westeuropa aus dem Jahr 1975:
| KGB-Residentur | KGB-Offiziere der Gruppe X | KGB-Agenten der Gruppe X |
| -------------- | -------------------------- | ------------------------ |
| Belgrad        | 3                          | ?                        |
| Bern           | 3                          | ?                        |
| Bonn           | 15                         | 9                        |
| Brüssel        | 7                          | 4                        |
| Genf           | 3                          | 2                        |
| Den Haag       | 3                          | 1                        |
| Helsinki       | 6                          | 2                        |
| Kopenhagen     | 6                          | 7                        |
| Lissabon       | 2                          | ?                        |
| London         | 9                          | 9                        |
| Oslo           | 3                          | 0                        |
| Paris          | 22                         | 22                       |
| Rom            | 9                          | 10                       |
| Stockholm      | 7                          | 1                        |
| Wien           | 19                         | 29                       |

- „Die KGB-Vertreter im Ausland sind den Verlockungen ausgesetzt, die das dynamische, freizügige Leben der kapitalistischen Metropolen bietet; ihr Trachten geht deshalb danach, nichts zu unternehmen, was eine Ausweisung in die kalte Heimat nach sich ziehen könnte. So schwächt die Furcht vor dem eigenen System die Spionage-Tüchtigkeit in der Ferne. Ob in Bonn, Paris oder Washington - irgendwie spricht es sich immer schnell herum, wer unter den sowjetischen Diplomaten ein KGB-Mann ist; die Betroffenen selbst scheint es auch nicht zu genieren.“[38]

### Zahl der Mitarbeiter
Während des Kalten Kriegs war das geteilte Deutschland ein Zentrum der Aktivitäten des sowjetischen Geheimdienstes KGB gewesen. Im Jahr 1971 wurde geschätzt, dass „Von den rund 200 Sowjet-Russen mit offiziellem Auftrag in der Bundesrepublik, so tippt die Abwehr, spähen inoffiziell 80 für das KGB, 20 für die GRU.“ Von 1963 bis 1978 liefen 150 Agenten aus dem Osten über. Im Jahr 1991 waren geschätzt in Deutschland ungefähr 700 KGB-Agenten aktiv. Davon sollen 100 KGB-Offiziere in Bonn und Köln gearbeitet haben, die übrigen in München, Hamburg, West-Berlin und im Ostberliner Stadtteil Karlshorst.
Im Gegensatz zu Tätigkeiten offizieller Geheimdienstler, die als Botschaftsangehörige diplomatischen Schutz genießen, verfügen die sogenannten „Illegalen“ über keinerlei diplomatischen Schutz. Werden sie enttarnt, drohen ihnen lange Haftstrafen.

### Leiter
- 1958–1963: Iwan Iwanowitsch Saytsew (1920–1986)
- 1964–1966: Juri Nikolajewitsch Granow
- 1966–1969: Georgy Nikanorovich Cherdantsev[43]
- 1969–1972: Iwan Iwanowitsch Sajzew (1920–1986, Oberst, ab 14. Dezember 1970 Generalmajor)
- 1972–1977: Iwan Aleksejewitsch Erofejew (Generalmajor)
- 1977–1980: Nikolai Egorowitsch Kaljagin
- 1981–1983: Generalmajor Jewgeni Izotowitsch Schischkin (* 8. März 1925; † 23. Mai 2018)[44]
- 1983–1986: Anatoli Georgiewitsch Nowikow
- 1987–1989: Generalmajor Jewgeni Isotowitsch Schischkin

### Stellvertretende Leiter
- 1977–1982: Iwan Semjonowitsch Gromakow

### Stellvertretende Leiter der Linie "N"
- 1977–1982: Michail Petrowitsch Tavokin

### Personen mit Bezug zur KGB-Residentur
- Gennady Varenik, ein sowjetischer KGB-Offizier, der auf einer Geschäftsreise verdeckt als Korrespondent für die Presseagentur Novosti in Bonn tätig war, schaffte es 1985, etwas mehr als sechs Monate lang für die Vereinigten Staaten zu arbeiten.[45]
- Heinz Felfe (1918–2008), Doppelagent[46]
- Johannes Clemens (1902–1976), Doppelagent
- Nikolai Sergejewitsch Portugalow (1928–2008), Journalist und KGB-Offizier in Bonn
- Lilli Pöttrich (* 1954), „Nach der SIRA-Datenbank des Ministeriums für Staatssicherheit lieferte Pöttrich im Zeitraum Februar 1984 bis November 1986 insgesamt 38 bedeutsame Nachrichten, von denen 34 an den sowjetischen Geheimdienst KGB weitergeleitet wurden.“

- Oleg Danilowitsch Kalugin „...laut Kalugin, der einst sogar der Chef des damals noch jungen KGB-Offiziers Wladimir Putin gewesen ist.“[47]

## Aktivitäten in Deutschland

### Öffentlich bekannt gewordenen Spionagefälle in Deutschland
→ Liste von Spionagefällen in Deutschland
Unter den öffentlich bekannt gewordenen Spionagefälle in Deutschland sind drei mit KGB-Beteiligung:
| Spionagetätigkeit      | Spionagetätigkeit | Spionagetätigkeit | Spionagetätigkeit  | Spionagetätigkeit                                                                                  | Spion             | Spion                                                          | Spion              | Verurteilung  | Verurteilung   | Verurteilung | Verurteilung                        |
| Enttarnung/ Verhaftung | Zeitraum          | Verrat an         | Spionageziel       | Bemerkungen                                                                                        | Name              | Beruf/Tätigkeit                                                | Arbeitgeber        | Datum         | Gericht        | Strafmaß     | Strafnorm                           |
| ---------------------- | ----------------- | ----------------- | ------------------ | -------------------------------------------------------------------------------------------------- | ----------------- | -------------------------------------------------------------- | ------------------ | ------------- | -------------- | ------------ | ----------------------------------- |
| 6. Nov. 1961           | 1951–1961         | UdSSR: KGB        | BND                | | Heinz Felfe       | zuletzt Referatsleiter Sowjetunion der Abteilung Gegenspionage | BND                | 23. Juli 1963 | BGH            | 14 J.        | 100, 100e StGB (a. F.)              |
| Okt. 1968              | 22. Okt. 1967     | UdSSR: KGB        | Bundeswehr         | stahl eine Sidewinder-Rakete und schickte sie nach Moskau                                          | Manfred Ramminger |                                                                | selbständig        | 7. Okt. 1970  | OLG Düsseldorf | 4 J.         | u. a. 243 StGB                      |
| 1985                   | 1972–1985         | UdSSR: KGB        | Bundespräsidialamt | hatte Zugang zu über 1700 Verschlusssachen, trug diese aus der Behörde und unbemerkt wieder zurück | Margret Höke      | Sekretärin                                                     | Bundespräsidialamt | 1987          | OLG Düsseldorf | 8 J.         | § 94 StGB (besonders schwerer Fall) |

### Zusammenarbeit mit dem Ministerium für Staatssicherheit der DDR
Besonders eng war die Zusammenarbeit mit der HV A des MfS der DDR unter den Leitung von Markus Wolf. Die MfS-Residentur befand sich in der Ständigen Vertretung der DDR in der Godesberger Allee 18 (Lage) in Bonn, bis im Spätsommer 1990 die 70 Stasi-Mitarbeiter das Objekt verließen.
Während des Kalten Krieges leitete die Generalbundesanwaltschaft durchschnittlich 400 Verfahren in Spionagedingen mit der DDR als Hauptakteur ein – pro Jahr.

## Akten
Als im Jahr 1990 eine Sicherungskopie der sensiblen Daten mit Zustimmung des Bürgerkomitees zur Auflösung des MfS vernichtet wurde, gingen viele Mitarbeiter davon aus, dass die Dateien damit gelöscht seien. Allerdings existierte eine weitere Version in den Beständen der Führung der HV A. Diese wurde in die Sowjetunion gegeben, in der Annahme, dass sie dort in Sicherheit sei. Dies war jedoch ein folgenschwerer Irrtum: Ausgerechnet von dort gelangte die Datensammlung (381 CD-ROM) in die Hände eines KGB-Offiziers, der sie an den US-Geheimdienst CIA verkaufte. Im Jahr 2003 übergab die CIA dann die vollständigen Daten, inklusive persönlicher Informationen über Mitarbeiter und Informanten der HVA in der Bundesrepublik, an das Bundesamt für Verfassungsschutz.